# MOA

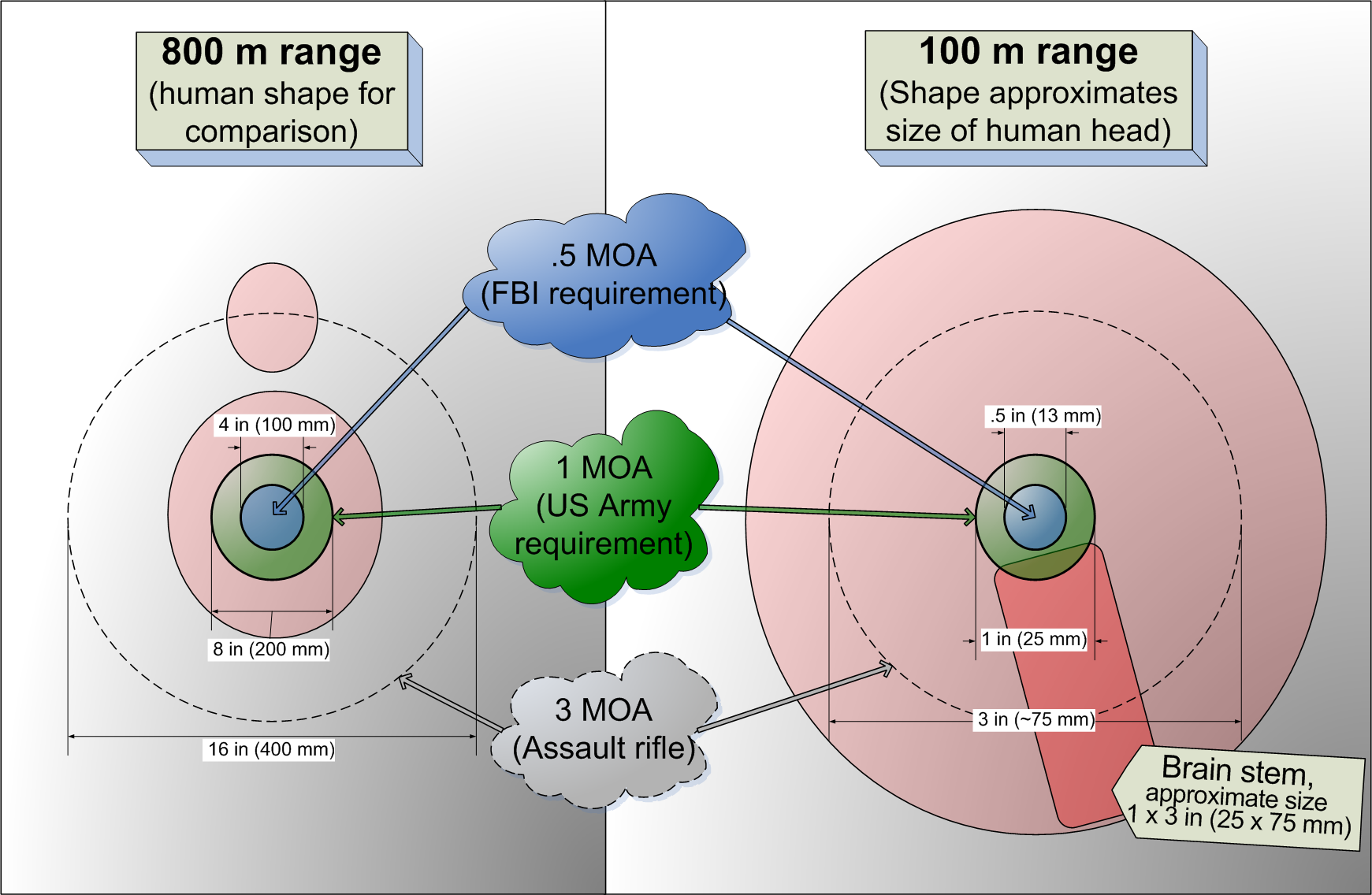
Порівняння точності в 1/2, 1 і 3 кутових мінути (MOA) у разі стрільби по корпусній мішені з відстані 800 м (ліворуч) і макету голови з віддалі 100 м (праворуч)

MOA (англ. Minute of angle — мінута), це відома кутова величина для оцінки купчастості влучень, поправок при стрільбі, тощо. Взаємозамінним їй лінійним відповідником, є — тисячна відстані.
Ця величина поширена в деяких західних країнах, оскільки вона майже дорівнює одному дюйму (2,54 см) на відстані 100 ярдів (приблизно 91 метр), а потім розширюється до двох дюймів на двохстах ярдах, тощо.

## Перетворення МОА на тисячні відстані
Кут в 1 MOA на відстані 100 метрів дає діаметр кола в 2,9089 см. А 1 тисячна відстані (поділка кутоміра) на 100 метрах — це 10 см. Відповідно 1 тисячна відстані (т.в.) більше 1 MOA в 10/2,9089 = 3,4377 разів. Це співвідношення — лінійне.
Якщо коло влучень дорівнює 10 см, то кут дорівнюватиме:
{\displaystyle q=2\cdot tan^{-1}{\frac {\frac {10}{2}}{100\cdot 100}}=2\cdot 0,0005=0,001}
тобто, 0,001 радіан або 1 мілірадіан. 1 мілірадіан = {\displaystyle 360\cdot {\frac {60}{2\cdot 3,14\cdot 1000}}} = 3,4377 MOA. Саме ця одиниця вимірювань (мілірадіан) використана в оптичних прицілах з сіткою Mil-Dot.

### Ціна кліку прицілу
Загалом, це так само як і у будь-якого точного приладу — ціна поділки шкали, нанесеної на барабанчики вертикальної та горизонтальної поправок. Точніше, це значення кута, на який відхиляється приціл коли барабанчик переводиться на одне клацання або «клік». Величина цього кута визначається або в MOA, або в тисячних відстані, скорочено від англ. milliradian — «mil».
В закордонних прицілах налаштування відраховуються в MOA.
Припустімо, на прицілі один клік = 1/4 MOA. Якщо за стрільби на 300 ярдів (274 метри) куля потрапляє на 15 дюймів (38 см) нижче, можна підрахувати поправку: 15 (дюймів) / 3 (сотні ярдів) = 5 MOA або 20 кліків на зазначеному прицілі.

#### Визначення ціни кліку прицілу
- Вивчають настанову з використання додану до прицілу, а також сам приціл стосовно явних вказівок на ціну кліка. Досить часто такі вказівки є, хоча інколи ціна кліка вказується у величинах не притаманних для України, як наприклад «1/4 дюйма для відстані 100 ярдів» (властиво для прицілів на ринку США). Іноді може бути написано «1 click = 1/4" / 100yds». Складність водночас полягає у тому, що умовне позначення дюйма і кутової мінути дуже схожі: " / ' (два штрихи / один штрих). Сантиметри-ж  легко можуть бути отримані за допомогою спеціального калькулятора. У будь-якому разі, вказану ціну кліка  підтверджують стрільбою.

- Роздруковують на аркуші формату A2 (420 x 594 мм) мішень для перевірки прицілів.

- Перевіряють пристрілювання гвинтівки на центральному колі цієї мішені.

- Припустімо, передбачувана (або заявлена виробником) ціна кліка дорівнює 0,25 MOA. На барабанчику вертикальних поправок роблять 32 клацання (32 х 0,25 = 8 MOA) у тому напрямку, куди вказує стрілка з написом ВГОРУ тобто позначка «В» (або «UP» для закордонних прицілів, чи й просто одна літера «U»). Ствол у цьому разі щодо прицілу зрушиться вгору. Якщо ціна кліка близька до заявленої виробником, удари куль повинні лягти у верхньому правому кружку.

- Вимірюється відстань від точки прицілювання до точки влучення по вертикалі у клітинках. Мішень розкреслена сіткою з довжиною боків, що відповідають 1 MOA на віддалі 100 метрів. Цю відстань, у клітинках (тобто в MOA) ділять на кількість кліків і отримують ціну вертикального кліка в MOA.

Так само роблять і в горизонтальній площині.

## Таблиця залежності
| Відстань                        | 100 ярдів 91.44 м | 200 ярдів 182.88 м | 300 ярдів 274.32 м | 400 ярдів 365.76 м | 500 ярдів 457.2 м |
| ------------------------------- | ----------------- | ------------------ | ------------------ | ------------------ | ----------------- |
| 1 MOA дорівнює приблизно дюймів | 1                 | 2                  | 3                  | 4                  | 5                 |
| 1 MOA дорівнює в дюймах точно   | 1,047             | 2,094              | 3,141              | 4,188              | 5,235             |
| 1 MOA в сантиметрах             | 2,659             | 5,319              | 7,979              | 10,639             | 13,299            |